# Баффінгтон Тауншип (округ Індіана, Пенсільванія)
Баффінгтон Тауншип (англ. Buffington Township) — селище (англ. township) в США, в окрузі Індіана штату Пенсільванія. Населення — 1225 осіб (2020).

## Демографія
Згідно з переписом 2010 року, у селищі мешкало 1328 осіб у 501 домогосподарстві у складі 382 родин. Було 536 помешкань
Расовий склад населення:
| - 98,6 % — білих - 0,4 % — корінних американців - 0,2 % — чорних або афроамериканців - 0,2 % — азіатів |

До двох чи більше рас належало 0,5 %. Частка іспаномовних становила 0,2 % від усіх жителів.
За віковим діапазоном населення розподілялося таким чином: 24,8 % — особи молодші 18 років, 60,1 % — особи у віці 18—64 років, 15,1 % — особи у віці 65 років та старші. Медіана віку мешканця становила 40,6 року. На 100 осіб жіночої статі у селищі припадало 101,2 чоловіків;  на 100 жінок у віці від 18 років та старших — 97,8 чоловіків також старших 18 років.
Середній дохід на одне домашнє господарство  становив 59 831 долар США (медіана — 50 707), а середній дохід на одну сім'ю — 67 286 доларів (медіана — 60 185). Медіана доходів становила 50 000 доларів для чоловіків та 26 875 доларів для жінок. За межею бідності перебувало 9,6 % осіб, у тому числі 13,6 % дітей у віці до 18 років та 7,1 % осіб у віці 65 років та старших.
Цивільне працевлаштоване населення становило 555 осіб. Основні галузі зайнятості: освіта, охорона здоров'я та соціальна допомога — 24,3 %, виробництво — 14,1 %, будівництво — 10,6 %, транспорт — 9,4 %.